# Легран, Матье
Матье Легран (фр. Mathieu Legrand; 11 декабря 1992) — французский биатлонист, участник Кубка IBU, призёр чемпионата мира среди юниоров, чемпион и призёр чемпионата Европы среди юниоров. Обладатель Кубка Франции по летнему биатлону.

## Биография
Выступает за спортивный клуб «Виллар-де-Ланс».

### Юниорская карьера
В 2013 году выступил на чемпионате мира среди юниоров в австрийском Обертиллиахе, где завоевал серебро в эстафете, а также на чемпионате Европы среди юниоров в болгарском Банско, на котором завоевал бронзу в гонке преследования и золото в составе смешанной эстафеты.
Бронзовый призёр чемпионата Франции по биатлону 2013 года в эстафете «JJS» (в соревнованиях принимают участие три спортсмена — U19, U21 и взрослый. Легран участвовал как спортсмен U21).

#### Юниорские достижения
| Год  | Место проведения | Инд | Спр | Пр | Эст |
| 2013 | ЧМ Обертиллиах   | 40  | 18  | 18 | 2   |
| 2013 | ЧЕ Банско        | 12  | 4   | 3  | 1   |

### Взрослая карьера
Дебютировал на международных соревнованиях на этапе Кубка IBU в шведском Идре в сезоне 2012/2013, где стал 64-м в спринте. Лучший результат — шестое место в спринте на этапе в итальянском Валь-Риданна в сезоне 2014/15.
В 2014 году принимал участие в гонках Кубка Франции по летнему биатлону. В четырёх гонках занимал 9, 5, 3 и 2 места и в итоге стал победителем общего зачёта соревнований. Также становился призёром этапов Кубка Франции по зимнему биатлону.